# Philippe Coppyn
Philippe Alexandre Jean Coppyn , né à Bruxelles, le 29 mai 1796 et décédé à Ixelles le 1er février 1874 fut un homme politique belge francophone libéral.
Il fut notaire et professeur à l'ULB.
Il fut membre du parlement,, et conseiller provincial de la province de Brabant.